# 伊萬諾韋
46°40′39″N 30°53′16″E / 46.67750°N 30.88778°E

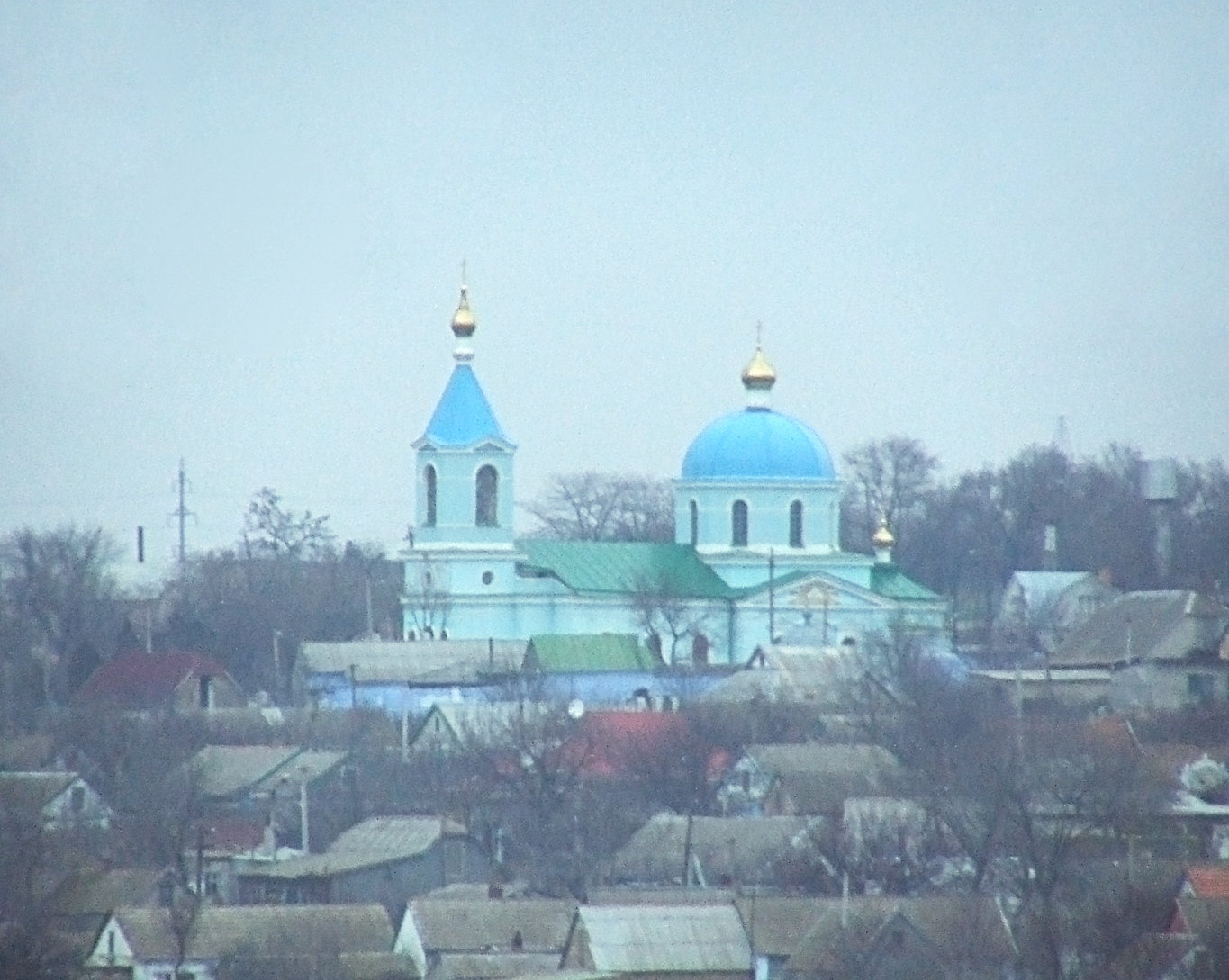

伊萬諾韋（烏克蘭語：Іванове）是位於烏克蘭西南部的村莊，由敖德萨州敖德萨区的克拉斯諾西爾卡市鎮負責管轄。該村始建於1792年，面積3.15平方公里，海拔高度37米，2001年人口1,560。